# Krzysztof Fiałkowski
Krzysztof Fiałkowski (ur. 1 lipca 1944 w Krakowie, zm. 7 listopada 2014 tamże) – polski fizyk-teoretyk, profesor zwyczajny w Instytucie Fizyki Uniwersytetu Jagiellońskiego.

## Kariera naukowa

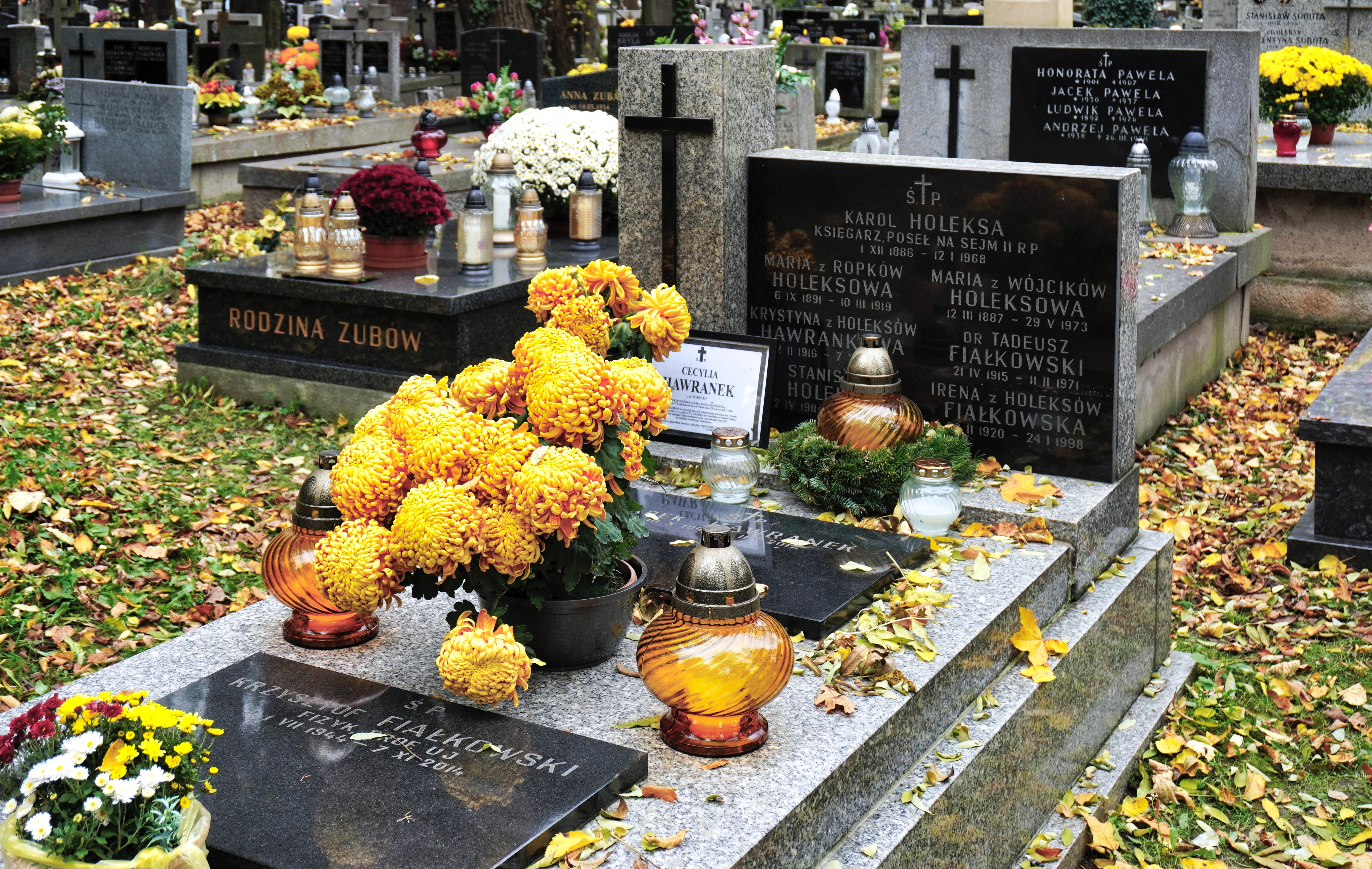
Grób prof. Krzysztofa Fiałkowskiego na Cmentarzu Rakowickim w Krakowie

W 1966 ukończył studia na Wydziale Fizyki Uniwersytetu Jagiellońskiego, rozpoczął wówczas prace badawcze nad fizyką cząstek. Początkowo badał model kwarków i model biegunów Regge procesów dwuciałowych, od 1971 przedmiotem badań były modele wielorodnej produkcji, modele partonowe, efekty intermitencji, efektami statystyki Bosego-Einsteina oraz zderzeniami ciężkich jonów. W 1971 przedstawił pracę doktorską, a w 1975 habilitacyjną, od 1971 był adiunktem. Od 1977 przez cztery lata pełnił funkcję zastępcy dyrektora Instytutu Fizyki Uniwersytetu Jagiellońskiego, W 1980 uzyskał etat docenta, od 1981 do 1987 był prodziekanem, a od 1993 przez sześć lat dziekanem Wydziały Matematyki i Fizyki. W 1990 uzyskał tytuł profesora nadzwyczajnego, a w 1995 zwyczajnego. Krzysztof Fiałkowski kierował Zespołem Zakładów Fizyki Teoretycznej Instytutu Fizyki, był członkiem krakowskiego oddziału Polskiego Towarzystwa Fizycznego, w którym współorganizował Sekcję Fizyki Oddziaływań Fundamentalnych, w kadencji 2012-2013 był przewodniczącym Zarządu. Zasiadał w Konwencie Nagrody Rektora Uniwersytetu Jagiellońskiego "Laur Jagielloński". Został pochowany na cmentarzu Rakowickim w Krakowie.

## Dorobek naukowy
Dorobek naukowy Krzysztofa Fiałkowskiego obejmuje siedemdziesiąt publikacji w czasopismach specjalistycznych, dwadzieścia w materiałach konferencyjnych, autorstwo i współautorstwo trzech książek oraz podręcznika fizyki dla szkół średnich.

## Odznaczenia
- Krzyż Kawalerski Orderu Odrodzenia Polski
- Medal Komisji Edukacji Narodowej